# Udinia setigera
Udinia setigera är en insektsart som först beskrevs av Robert Newstead 1917.  Udinia setigera ingår i släktet Udinia och familjen skålsköldlöss. Inga underarter finns listade i Catalogue of Life.